# Kővágótöttös
Kővágótöttös (ehemals Töttös) ist eine ungarische Gemeinde im Kreis Pécs im Komitat Baranya. Zur Gemeinde gehört der südlich gelegene Ortsteil Tortyogó-vízműtelep.

## Geografische Lage
Kővágótöttös liegt zehn Kilometer nordwestlich der Stadt Pécs. Nachbargemeinden sind Bakonya und Kővágószőlős.

## Geschichte
Der Ort wurde im 14. Jahrhundert erstmals schriftlich erwähnt. Im Jahr 1752 gab es im Ort 50 Wohnhäuser und drei Wassermühlen. Im 19. Jahrhundert kam es zur Bildung zweier Ortschaften, Kistöttös auf der linken Seite des kleinen Flusstales, und Nagytöttös rechts gelegen. Seit 1850 gab es eine Schule im Ort. 1930 hatte Kővágótöttös  501 Bewohner. Von 1964 bis 2000 wurde Uranerz in der Umgebung abgebaut. Die Grundschule wurde 2003 aufgrund sinkender Einwohnerzahlen geschlossen.

## Wirtschaft
Kővágótöttös ist landwirtschaftlich geprägt, der Weinbau spielt eine wichtige Rolle. 1964 begann der Abbau von Uranerz auf dem Gebiet der Gemeinde, es entstand eine erste Mine mit einer Schachttiefe von 1090 Metern im Bereich der ehemaligen Siedlung Petőczpuszta. Es folgten zwei weiteren Minen in den Jahren 1975 und 1981. Der Betrieb aller Minen wurden im Jahr 2000 eingestellt. Im Ortsteil Tortyogó befindet sich ein Wasserwerk, das einen Teil der Stadt Pécs mit Wasser versorgt.

## Sehenswürdigkeiten
- Gedenksteine für die Bergarbeiter im Uranerzbergbau
- Glockenturm (harangtorony) in der ehemaligen Siedlung Petőczpuszta
- Relief Jézus körülmetélése, erschaffen von Gábor Varga
- Römisch-katholische Kirche Szent Miklós, erbaut 1726, später mehrfach umgebaut
  - Die Orgel der Kirche wurde 1871 von József Angster gebaut und 2011 restauriert.
- Weltkriegsdenkmal (I. és II. világháborúban elesettek emlékére)

## Verkehr
Kővágótöttös ist nur über die Nebenstraße Nr. 66135 zu erreichen, östlich des Ortes verläuft die Landstraße Nr. 6605. Der nächstgelegene Bahnhof befindet sich sieben Kilometer südöstlich in Mecsekalja-Cserkút.